# Felix Bryk
Felix Bryk, ursprungligen Brück, född 21 januari 1882 i Wien, död 13 januari 1957 i Stockholm, var en österrikisk-svensk entomolog och Carl von Linné-forskare.
Bryk tog studentexamen 1900, studerade vid universitetet och konstakademin i Kraków och konstakademin i Florens. Han var bosatt i Sverige från 1915, och blev svensk medborgare 1921. Han arbetade med de vetenskapliga samlingarna vid museer i Berlin och London samt Naturhistoriska riksmuseets entomologiska avdelning fram till 1954.
Han medverkade också i dagspress och fackpress med artiklar i naturvetenskapliga, kulturhistoriska och konsthistoriska ämnen, främst entomologi, men också etnografi, bibliografi och Linnéforskning. På sistnämnda område är hans främsta arbete boken Linné im Ausland (1919)
Han var 1909–1928 gift med Aino Mäkinen  och från 1939 med läkaren Ella Claudia Krusche. Han var far till bergsrådet Petri Bryk och keramikkonstnären Rut Bryk. Felix Bryk är begravd på Solna kyrkogård.